# 아키야마 다쿠야
아키야마 다쿠야(일본어: 秋山 拓也, 1994년 8월 26일~)는 일본의 축구 선수이다.

## 구단 경력
그는 2017년 알비렉스 니가타 싱가포르에 입단했다. 2018년 J2리그의 방포레 고후로 이적했다. 2019년부터 2020년까지 도쿠시마 보르티스에서 뛰었다. 2021년 J3리그의 AC 나가노 파르세이루로 이적했다. 2023년까지 76경기에 출전하여, 4득점을 넣었다. 2024년 FC 오사카로 이적했다.